# ニュース645 (首都圏センター)
『ニュース645（関東・山梨）』（ニュースろくよんご かんとう・やまなし）とは、関東地方及び山梨県のNHK総合テレビジョンで放送されている『NHKニュース』のニュース番組。担当アナウンサーは不規則。2017年度までの各地の番組については注釈を参照。

## 概要
土曜、日曜、月曜から金曜の祝日に当たる日、及び振替休日、12月29日から1月3日まで、国会、オリンピックや大会などの競技中継、音楽、バラエティ、再放送などの特別番組が放送される日特別編成に放送される。関東地方、山梨県のローカルニュース。2020年3月7日からは同月1日から試行サービスを開始したネット常時同時配信のNHKプラスにて現時点では当番組が放送されていない地域でも視聴可能となった。
長野県（長野放送局）では、2019年4月6日 - 2021年3月28日まで本番組を放送していたが、2021年4月3日から「信州645」を放送している。

## 放送時間
- 土曜・日曜・祝日 18:45 - 18:53（JST）
- お盆・年末年始 18:50 - 19:00（JST）
  - 18:53 - 18:55　全国の気象情報（気象予報士担当）。
  - 18:55 - 18:58　関東地方とその周辺地域の気象情報（気象予報士担当）[注釈 5]。
  - 18:58 - 18:59　NHKからのお知らせ（NHK受信料に関連した引っ越し後の住所変更の手続き、ハローダイヤルなどによる公開放送番組の観覧募集等の告知をすることがある）[注釈 5]。

ただし、水戸・宇都宮・前橋・甲府の各放送局は、地震発生や台風・大雨など悪天候が予想される場合や、（日曜日について）国政・県政関係の選挙の投票日の場合は、県域枠に変更して放送することがある。

## キャスター

### 現在（2025年度）
日曜は22:40の『NHKニュース』（全国向け）も併せて担当する。2022年度までは、土曜も22時台の『NHKニュース』も担当していたが、2023年度以降は兼務していない。
2025年度は、以下の通り担当している。
- 土曜
  - 2023年7月1日より、『サタデーウオッチ9』のリポーター2名が1週ずつ交互に担当。『サタデーウオッチ9』が休止・拡大放送の場合、ニュースリーダーが担当になることがある。
    - 伊原弘将
    - 荒木さくら
- 日曜
  - その日の夜勤担当者
    - 森田茉里恵
    - 池間昌人
    - 江原啓一郎[注釈 7]
    - 『NHKニュースおはよう日本』5時台キャスター
    - 『サタデーウオッチ9』リポーター
    - 『ニュースウオッチ9』リポーター
- 祝日
  - 首都圏局所属アナウンサー
    - 宮崎あずさ
    - 後藤佑太郎
    - 三平泰丈

### 歴代
所属やリポーターなどの役割は、当時のものに準拠する。

### 1993年度から2016年度までの歴代キャスター
| 期間          | 期間          | キャスター | キャスター | キャスター |
| 期間          | 期間          | 土         | 日         | 祝日       |
| ------------- | ------------- | ---------- | ---------- | ---------- |
| 1993年4月5日  | 1994年4月3日  | 不明       | 不明       | 石澤典夫   |
| 1994年4月4日  | 1995年4月2日  | 明石勇     | 明石勇     | 石澤典夫   |
| 1995年4月3日  | 1996年3月31日 | 佐藤淳     | 佐藤淳     | 末田正雄   |
| 1996年4月1日  | 1998年3月29日 | 小野卓司   | 小野卓司   | 末田正雄   |
| 1998年3月30日 | 1999年3月28日 | 畠山智之   | 畠山智之   | 末田正雄   |
| 1999年3月29日 | 2000年3月26日 | 武田真一   | 武田真一   | 末田正雄   |
| 2000年3月27日 | 2001年4月1日  | 阿部渉     | 阿部渉     | 武田真一   |
| 2001年4月2日  | 2004年3月28日 | 出山知樹   | 出山知樹   | 武田真一   |
| 2004年3月29日 | 2005年3月27日 | 藤井克典   | 藤井克典   | 武田真一   |
| 2005年3月28日 | 2006年4月2日  | 登坂淳一   | 登坂淳一   | 武田真一   |
| 2006年4月3日  | 2007年4月1日  | 寺澤敏行   | 寺澤敏行   | 山本哲也   |
| 2007年4月2日  | 2008年3月30日 | 谷地健吾   | 谷地健吾   | 山本哲也   |
| 2008年3月31日 | 2010年3月28日 | 横尾泰輔   | 横尾泰輔   | 山本哲也   |
| 2010年3月29日 | 2012年4月1日  | 佐藤龍文   | 佐藤龍文   | 山本哲也   |
| 2012年4月2日  | 2013年3月31日 | 井上二郎   | 井上二郎   | 金子哲也   |
| 2013年4月1日  | 2015年3月29日 | 井上二郎   | 井上二郎   | 井上二郎   |
| 2015年3月30日 | 2016年4月3日  | 瀧川剛史   | 瀧川剛史   | 瀧川剛史   |
| 2016年4月4日  | 2017年4月2日  | 高井正智   | 高井正智   | 高井正智   |

### 2017年度からのキャスター
- 2017年度
  - 土曜日
    - 週刊ニュース深読みの非番プレゼンター
      - 徳永圭一
      - 田中寛人

    - 首都圏センター所属アナウンサー
      - 大沢幸広[注釈 8]
      - 原口雅臣
      - 大槻隆行[注釈 8]

  - 日曜日
    - その日の夜勤担当者
    - 『NHKニュースおはよう日本』リポーター
      - 廣田直敬
      - 髙橋康輔
      - 井原陽介
      - 赤松俊理
      - 中澤輝
- 2018年度
  - 土曜日
    - 小松宏司

  - 日曜日
    - 赤木野々花
    - 池田伸子
    - 塩田慎二
    - 中野純一
    - 『NHKニュースおはよう日本』リポーター

  - 放送日によっては、首都圏センター所属アナウンサーも当日夜勤を兼ねて出演
    - 原口雅臣
    - 飯島徹郎[注釈 8]
    - 塩澤大輔
- 2019年度
  - 土曜日
    - 小松宏司

  - 日曜日
    - 赤木野々花
    - 中野純一
    - 『NHKニュースおはよう日本』5時台キャスター・リポーター
    - 『ニュースウオッチ9』リポーター

  - 放送日によっては、首都圏センター所属アナウンサーも当日夜勤を兼ねて出演
    - 原口雅臣
    - 原大策
    - 丹沢研二
- 2020年度 - 不規則
  - 赤木野々花
  - 保里小百合
  - 『クローズアップ現代＋』リポーター
    - 小山径
    - 栗原望

  - 『NHKニュースおはよう日本』リポーター
  - 『ニュースウオッチ9』リポーター
  - 放送日によっては、首都圏センター所属アナウンサーも当日夜勤を兼ねて出演
    - 丹沢研二
    - 後藤康之
- 2021年度 - 不規則
  - 小松宏司[注釈 9]
  - 赤木野々花[注釈 10]
  - 山口寛明（国際放送局への異動後の12月から）
  - 中野純一（水戸放送局への異動のため6月まで）
  - 『NHKニュースおはよう日本』5時台キャスター・リポーター
  - 『ニュースウオッチ9』ニュースリーダー・リポーター
  - 放送日によっては、首都圏局所属アナウンサーも当日夜勤を兼ねて出演[注釈 11]。
    - 高井正智
    - 林田理沙
- 2022年度
  - 土曜日
    - 佐藤龍文 - 当時、『サタデーウオッチ9』ニュースリーダー

  - 日曜日
    - 小松宏司
    - 山口寛明
    - 江原啓一郎[注釈 7]
    - 星麻琴[注釈 12]
    - 山田賢治
    - 漆原輝
    - 『NHKニュースおはよう日本』リポーター
    - 『ニュースウオッチ9』ニュースリーダー[注釈 13] - 土曜担当の佐藤龍文も含む
- 2023年度
  - 土曜日
    - 2023年6月24日までは、『サタデーウオッチ9』ニュースリーダー[注釈 14]が土日両方担当していた。
    - 2023年7月1日より、以下の『サタデーウオッチ9』リポーターが担当。基本的には川口とホルコムで1週ずつ交互に担当[注釈 15]。尚、『サタデーウオッチ9』が休止の場合はニュースリーダーが担当になる。
      - 川口由梨香
      - ホルコムジャック和馬

  - 日曜日
    - 2024年1月14日までと、3月24日・31日は、『サタデーウオッチ9』ニュースリーダーが担当。
    - 2024年1月21日 - 3月17日は、『NHKニュースおはよう日本』5時台男性キャスター・リポーター、『ニュースLIVE! ゆう5時』リポーター、首都圏局所属アナウンサーが週替わりで担当。
- 2024年度
  - 土曜日
    - 前年度に引き続き、『サタデーウオッチ9』リポーター2名が1週ずつ交互に担当（『サタデーウオッチ9』が休止の場合はニュースリーダーが担当）。
      - ホルコムジャック和馬
      - 荒木さくら

※豊島実季は土曜には出演していないが、他の場合に出演することがあった。

  - 日曜日
    - その日の夜勤担当者が週替わりで出演。
      - 池間昌人
      - 伊藤海彦[注釈 16]
      - 森田茉里恵
      - 佐藤俊吉（新潟放送局への異動のため7月まで）
      - 『NHKニュースおはよう日本』5時台キャスター・リポーター
      - 『サタデーウオッチ9』ニュースリーダー[注釈 17]・リポーター
      - 首都圏局所属アナウンサー

- 祝日（平日で、月曜日から金曜日にあたる日）の担当
  - 2017年度 中山庸介・永井克典（ニュースウオッチ9ナレーションまたはニュースリーダー）
  - 2018年度 永井克典・滑川和男（同上）
  - 2019年度 滑川和男・糸井羊司（同上）
  - 2020年度 糸井羊司・小澤康喬（同上）
  - 2021年度 上記のとおり、土日同様に不規則[注釈 18]。
  - 2022年度 岡野暁
  - 2023年度・2024年度 首都圏局所属アナウンサー。